# Dobbins (Kalifornija)
Dobbins je naseljeno područje za statističke svrhe u američkoj saveznoj državi Kalifornija. Prema popisu stanovništva iz 2010. u njemu je živjelo 624 stanovnika.